# Kenneth Armitage

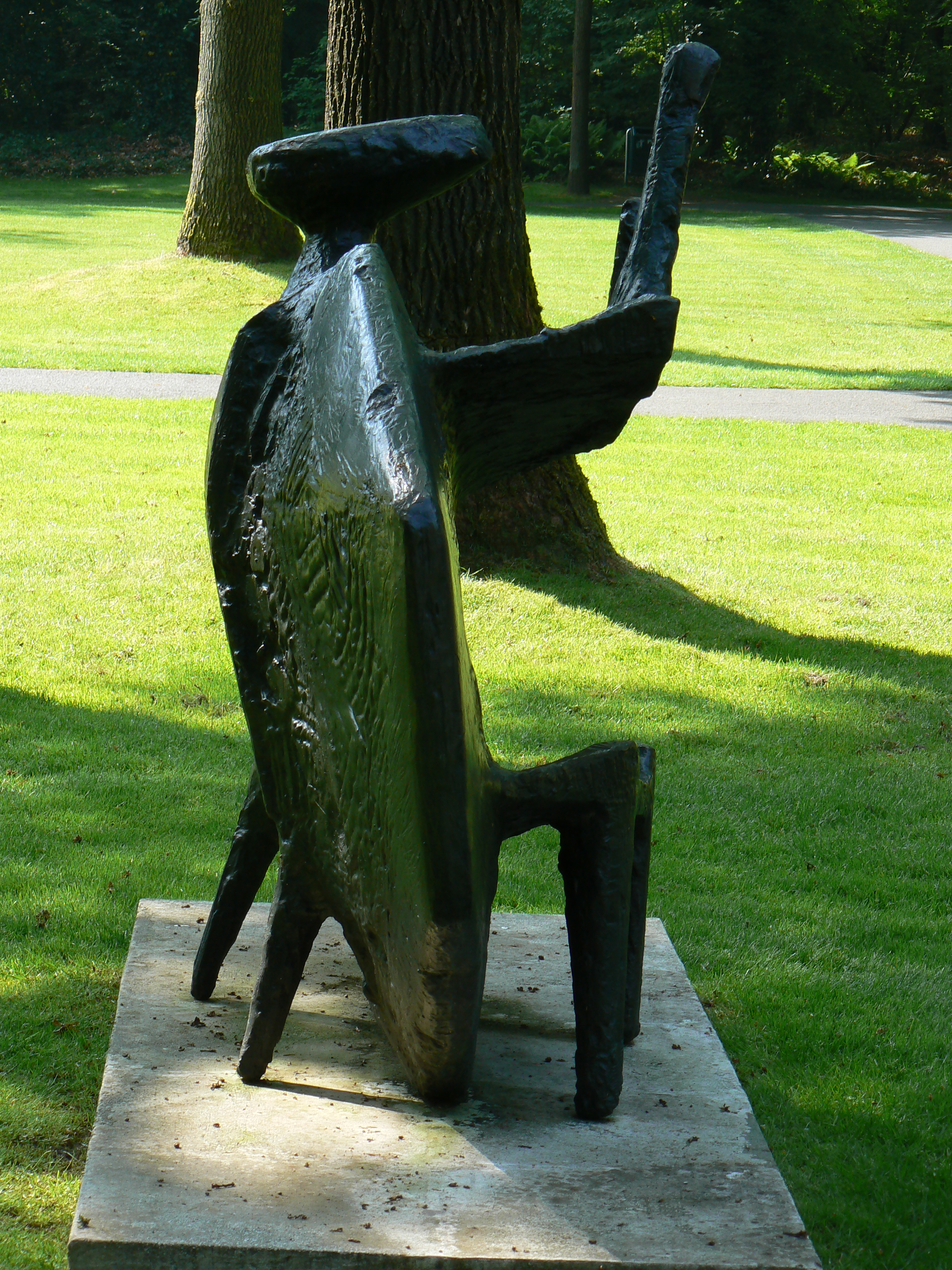
Monitor 1961 Skulpturenpark Kröller-Müller Museum in Otterlo

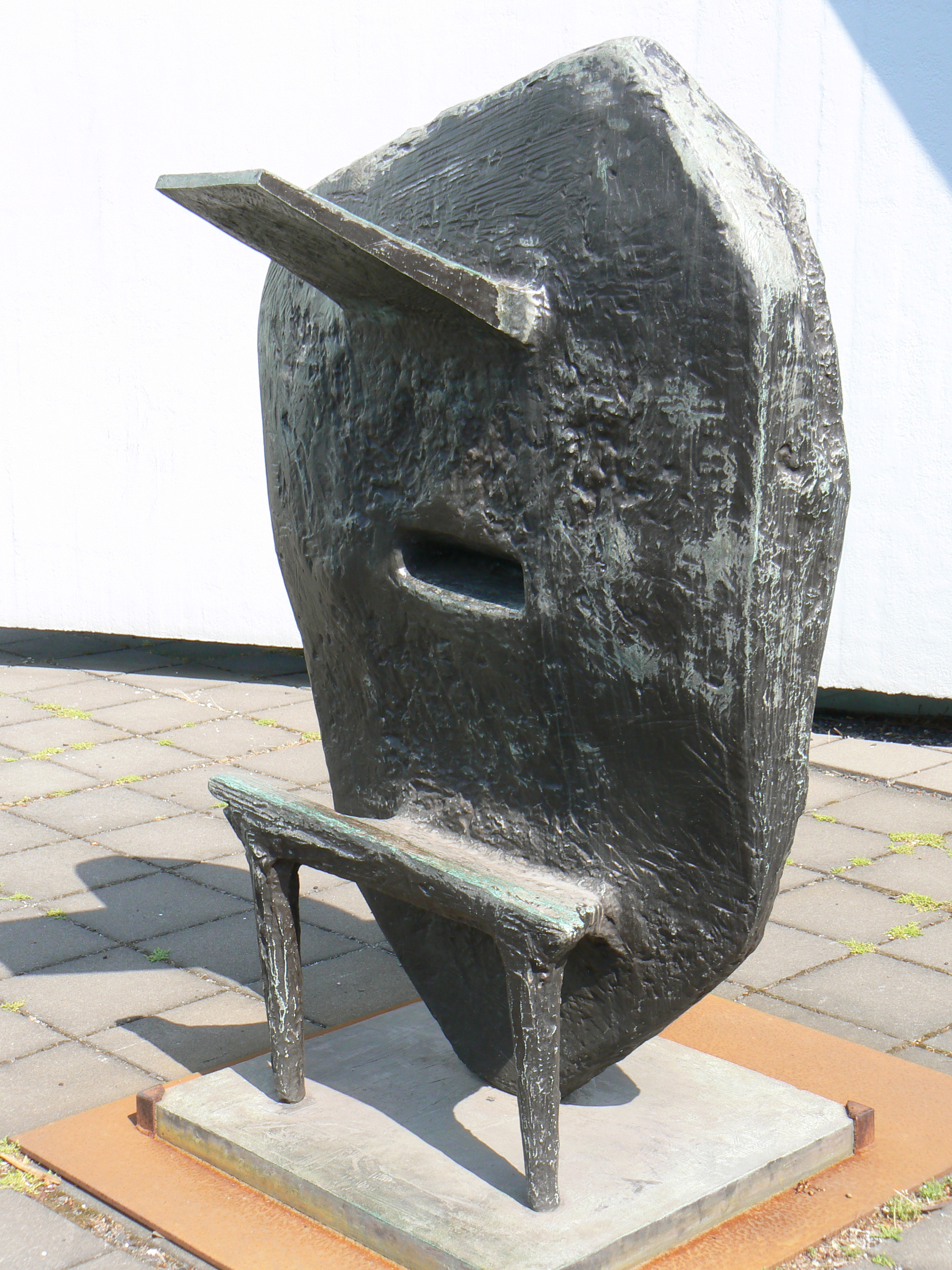
The Prophet 1961 Skulpturenpark Lehmbruck-Museum in Duisburg

Kenneth Armitage CBE RA (* 18. Juli 1916 in Leeds, Großbritannien; † 22. Januar 2002 in London) war ein britischer Bildhauer, der vor allem für seine Bronzeskulpturen menschlicher Figuren bekannt ist.

## Leben und Werk
Armitage studierte von 1934 bis 1937 am College of Art in Leeds, anschließend auf der Slade School of Fine Art in London. Das Frühwerk zeigt sich von ägyptischen und kykladischen Skulpturen wie auch vom Werk Henry Moores beeinflusst. Bereits 1952 nahm er an der Biennale von Venedig teil. 1955 war er Teilnehmer der documenta 1 in Kassel. Er gewann 1956 einen Wettbewerb für ein Kriegsmahnmal in Krefeld. 1958 wurde er auf der 29. Biennale von Venedig als „bester junger (unter 45jähriger) britischer Bildhauer“ geehrt. Die Ausstellung wird 1958 und 1959 in folgenden Museen gezeigt: Musée d’Art Moderne, Paris, Wallraf-Richartz-Museum, Köln, Palais des Beaux Arts, Brüssel, Kunsthaus Zürich, und Boymans Museum, Rotterdam. 1959 war Armitage auf der documenta II und 1964 auf der documenta III in Kassel als Künstler mit seinen Werken vertreten. 1960 wurden seine Skulpturen in der Kestner-Gesellschaft, Hannover, zusammen mit Skulpturen von Lynn Chadwick ausgestellt.
Seine Skulpturen sind in den wichtigsten Galerien und Museen der Welt ausgestellt. Dazu gehören unter anderem die Tate Gallery in London, das Museum of Modern Art in New York, Musée National d’Art Moderne in Paris, die Royal Academy of Arts in London, das Hessische Landesmuseum Darmstadt und das Kunstmuseum Wolfsburg. 2001 erwarb Armitages Heimatstadt Leeds das Werk Both Arms um es zum Kernbestandteil der Gestaltung ihres neuen Millenium Squares zu machen. Ebenso bekam sein Werk eine große Retrospektive in der dortigen City Gallery.
Kenneth Armitage wurde 2002 in London bestattet.

## Auszeichnungen
- 1969 wurde Armitage von der Queen zum 'Commander of the British Empire' ernannt.
- 1994 wurde er zum Mitglied der Royal Academy of Arts berufen.[2]